# 新住吉橋 (広島市)
新住吉橋（しんすみよしばし）は、広島県広島市の旧太田川に架かる道路橋。上下流側にそれぞれ人道橋（歩道橋）を併設している。

## 概要
国道2号筋にかかる橋。橋名の由来は下流にある元国道2号筋の住吉橋から。上流に中島神崎橋がある。
左岸袂に橋名の由来の一つである住吉神社、上流側に広島市立中島小学校、右岸上流側に広島市立神崎小学校がある。
東に行くと新明治橋、更に東へ行くと国道54号起点および広島電鉄宇品線との交点である市役所前交差点がある。西に行くと広島市道横川江波線（舟入通り）および広島電鉄江波線との交点、もう少し西に行くと新観音橋および西広島バイパス観音ランプ（上り方面のみ）がある。
新広島バイパス整備に伴い、1966年（昭和41年）に鉄筋コンクリート床版橋として暫定で開通、交通量増大に伴う老朽化および拡幅に伴い1985年（昭和60年）に現在の鋼鈑桁橋に架け替え、同時に歩道橋も併設している。現在、市内の西広島バイパスは高架化延伸を進めており、最終的にはここを通って平野橋まで行く予定となっている。